# Skamania megye
Skamania megye az Amerikai Egyesült Államokban, azon belül Washington államban található. Megyeszékhelye Stevenson, legnagyobb települése Carson. Lakosainak száma 12 036 fő (2020. április 1.).

## Szomszédos megyék
- Lewis megye
- Yakima megye
- Klickitat megye
- Hood River megye
- Multnomah megye
- Clark megye
- Cowlitz megye

## Népesség
A megye népességének változása:
| Lakosok száma | 11 097 | 11 116 | 11 187 | 11 274 | 11 339 | 12 036 |
|               | 2010   | 2011   | 2012   | 2013   | 2015   | 2020   |